# Lotnisko Zamość-Mokre
Lotnisko Zamość-Mokre (kod ICAO: EPZA) – cywilne lotnisko sportowe Aeroklubu Ziemi Zamojskiej we wsi Mokre, na obrzeżach Zamościa.

## Historia
Lotnisko założone zostało w 1928 z inicjatywy starosty zamojskiego, płk. dypl. Jana Janusza Pryzińskiego na gruntach Ordynacji Zamojskiej. 17 lipca 1938 na terenie lotniska odbyła się z udziałem Marszałka Śmigłego-Rydza uroczystość wręczenia sztandarów dziewięciu pułkom artylerii oraz daru od społeczeństwa Zamojszczyzny, w postaci sześciu ckm oraz jednego samolotu dla Wojska Polskiego.
Podczas II wojny światowej lotnisko to, z nowo wybudowaną, a obecnie zniszczoną, betonową drogą startową, było wykorzystywane przez Luftwaffe na froncie wschodnim przez myśliwce i bombowce atakujące ZSRR. W pobliżu dzisiejszego lotniska, po drugiej stronie drogi Mokre-Hubale, zostały zachowane betonowe fundamenty trzech stanowisk artylerii przeciwlotniczej – w miejscowej tradycji nazywane "bunkrami".
Pod koniec 1944 stacjonował na nim 13 Samodzielny Pułk Lotnictwa Transportowego.

## Aeroklub Ziemi Zamojskiej
Lotniskiem zarządza Aeroklub Ziemi Zamojskiej. Można tu skorzystać z lotów turystycznych m.in. nad Zamościem. Obecnie samorządy miasta, gminy i powiatu współpracują nad jego rozbudową dla ruchu pasażerskiego, dla mniejszych samolotów. Na lotnisku Aeroklubu odbywa się co tydzień giełda samochodowa połączona z bazarem. Dochód z opłat za miejsce do handlu przeznaczono na rozwijanie działalności aeroklubu i zakup nowego sprzętu, samolotów i szybowców.
8 maja 2010 r. odbyło się uroczyste otwarcie hangaru.
Uroczystości towarzyszył Zamojski Festyn Lotniczy zorganizowany przez Aeroklub Ziemi Zamojskiej oraz Państwową Wyższą Szkołę Zawodową. Specjalnym gościem pokazów był mistrz lotnictwa Litwin Jurgis Kairys. Prezentowali się również Grupa Akrobacyjna Żelazny oraz Zespół Akrobacyjny Biało-Czerwone Iskry. Odbyły się również pokazy szybowców, starych samolotów, skoków spadochronowych oraz symulacja bitwy powietrznej

## Galeria

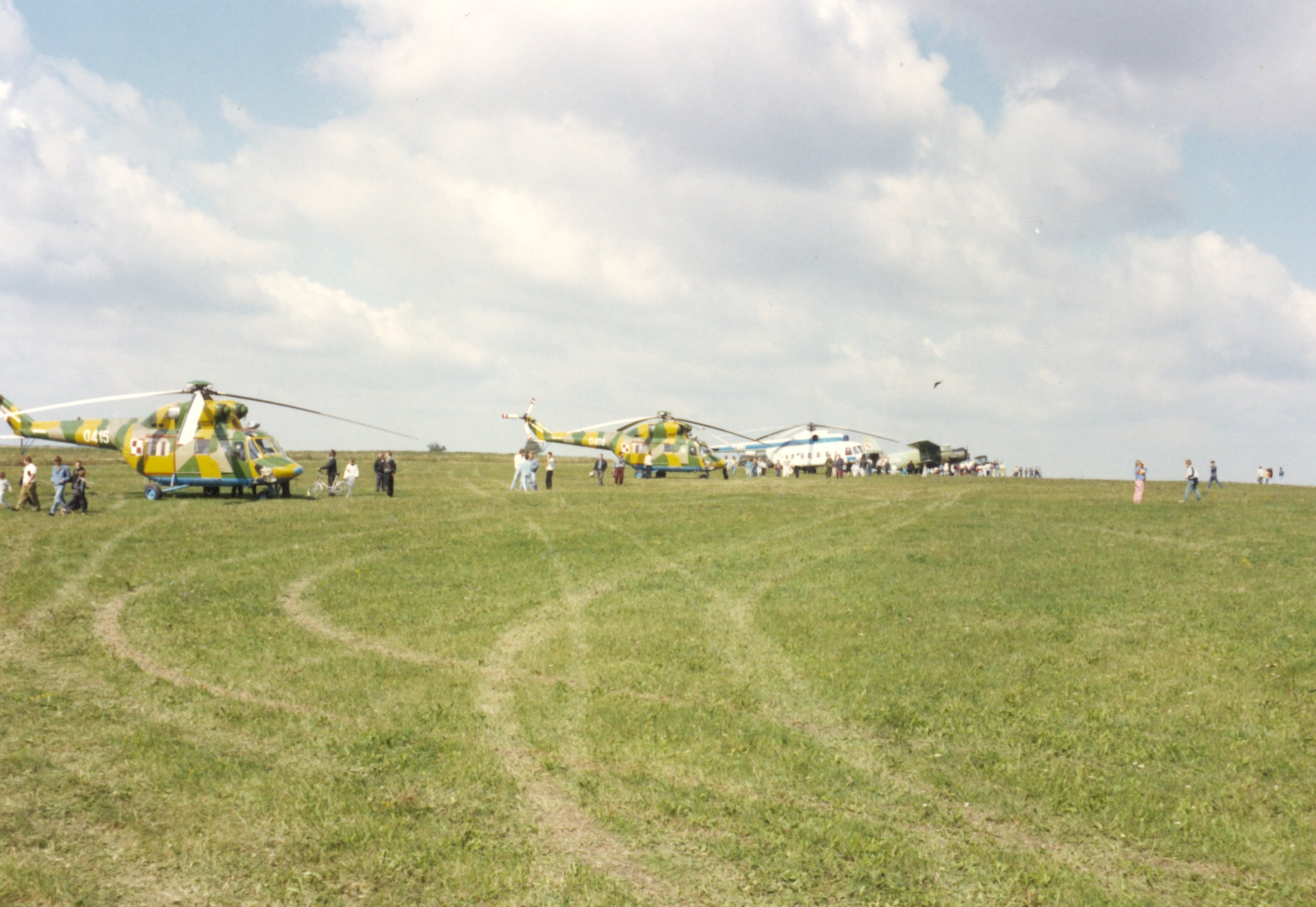
Pokazy lotnicze na lotnisku
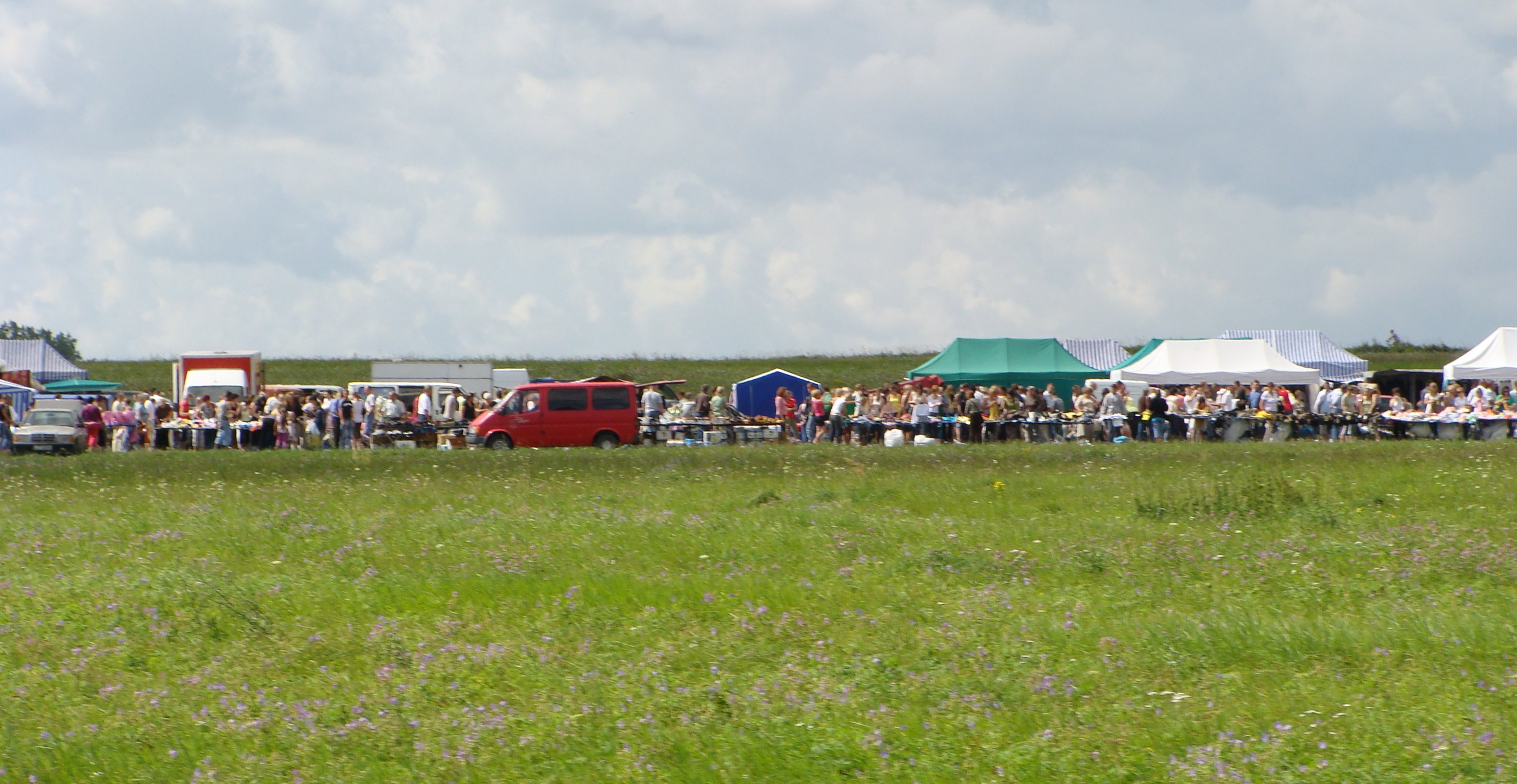
Od wielu lat, w niedziele,płytę lotniska Aeroklub udostępnia do handlu zarabiając na budowę hangaru